# Hornigi
Hornigi is een plaats in het Poolse district  Grójecki, woiwodschap Mazovië. De plaats maakt deel uit van de gemeente Warka en telt 100 inwoners.